# Rheinmetall KDG-Revolverkanone
Die KDG-Revolverkanone (früher auch 35/1000-Revolverkanone) ist eine Maschinenkanone, die als Nachfolger für die Waffensysteme, die auf den weitverbreiteten Oerlikon 35-mm-Zwillingskanonen KDA, KDB und KDC basierten, entwickelt wurde.
Die alte Bezeichnung 35/1000 der Kanone setzt sich aus dem Kaliber von 35 Millimeter, der Kadenz von maximal 1000 Schuss pro Minute und dem konstruktiven Aufbau als Revolverkanone zusammen.

## Hersteller
Die Entwicklung der KDG erfolgte durch Oerlikon Contraves Defence, den ehemaligen Rüstungsbereich des Schweizer Oerlikon-Bührle-Konzerns, der seit 1999 zum deutschen Rüstungskonzern Rheinmetall gehört.

## Aufbau
Die KDG besitzt eine Kaliberlänge von 90, was einer Rohrlänge von 3150 mm entspricht; es handelt sich um einen Gasdrucklader mit vier Kammern in einer Trommel. Beim Abfeuern der Kanone gelangen heiße Pulvergase über eine einzelne Gasabzapfbohrung in zwei Zylinder, deren Kolben den Steuerschieber betätigen. Dieser Steuerschieber dreht die Revolvertrommel mit den vier Patronenlagern nach jedem Schuss um 90 Grad. Bei Inbetriebnahme der Kanone wird der Steuerschieber hydraulisch betätigt, so dass ohne Schussabgabe durchgeladen werden kann.
An der Rohrmündung befindet sich eine Anlage zur Messung der Mündungsgeschwindigkeit. Eine der Kernkomponenten beim Einsatz des Waffensystems ist die seit der Oerlikon GDF-006-Serie im Kaliber 35 × 228 mm eingeführte Air-Burst-Munition (ABM) vom Typ AHEAD (Advanced Hit Efficiency and Destruction). Deshalb ist die Programmierspule für diese Munition in die v0-Messanlage der Kanone integriert. Die Revolverkanone ist aber auch in der Lage praktisch jede beliebige andere 35-mm-Munition wie Sprengbrand-(HEI)- oder panzerbrechende Treibspiegelmunition (APDS) zu verschießen, solange sie mechanisch, das heißt durch einen Schlagbolzen, gezündet wird.
Das Geschütz ist in der Lage im Dauerfeuer bis zu 1000 Schuss pro Minute abzugeben. Es kann aber auch im Einzelfeuer betrieben werden oder kurze Feuerstöße bis zu einer Kadenz von 200 Schuss pro Minute feuern.
Die KDG-Revolverkanone stellt dabei das Basisgeschütz für die Integration in verschiedene Waffensysteme, Geschütztürme oder Fahrzeugtürme beispielsweise für Schützenpanzer dar. Sie wird dabei hauptsächlich in der Flugabwehr und gegen leicht gepanzerte Ziele eingesetzt. So wird die Kanone heute im Marine-Gefechtsturm GDM-008 Millennium sowie im landgestützten Waffensystem Skyshield eingebaut.

## Verwendung

### In der Ukraine
Die Ukraine wehrt sich seit dem 24. Februar 2022 gegen einen völkerrechtswidrigen Angriffskrieg, den russische Truppen am 24. Februar 2022 auf Befehl von Staatspräsident Putin begonnen haben. 
Am 12. Juli 2025 veröffentlichte die ukrainische Luftwaffe Videoaufnahmen, die zeigen, wie das Luftabwehrsystem Skynex mehrere russische Drohnen abschießt. Laut dem Video wurden mindestens sieben russische Shahed-Drohnen getroffen. Deutschland hat der Ukraine zwei Skynex zur Verfügung gestellt.

### GDM-008 Millennium

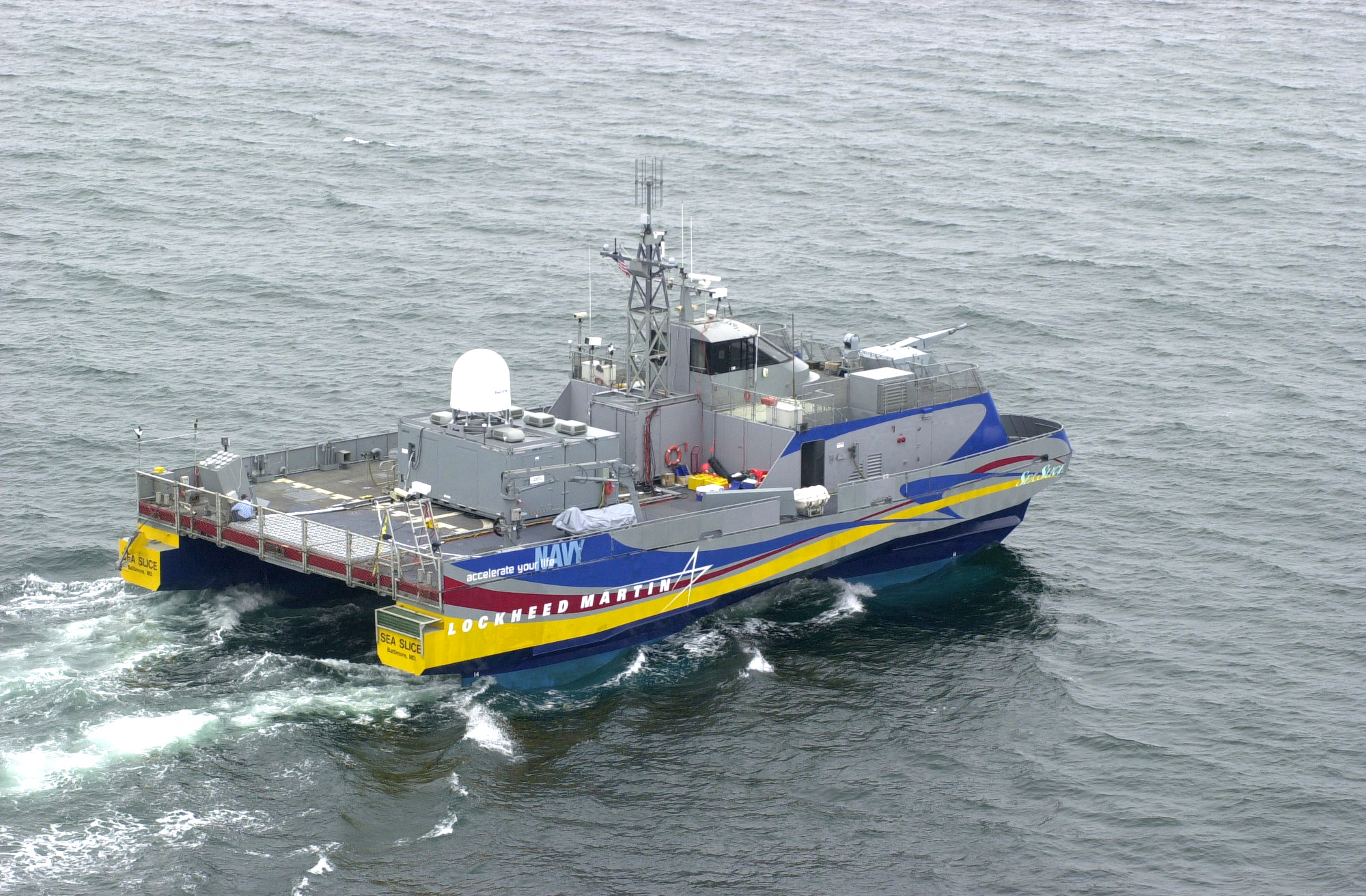
Sea Slice mit Maschinenkanone 35/1000 im Bug

Das GDM-008 Millennium, auch Millennium Gun oder Millennium Marine Gun genannt, ist ein Marinegeschütz von Rheinmetall Defence. Für die Verwendung als leichtes Schiffsgeschütz von Marineeinheiten für die primären Aufgaben der Flugabwehr und die Bekämpfung von gegnerischen Schnellbooten oder U-Booten wurde eine einzelne 35/1000 in einen Gefechtsturm mit radarreflektierenden, schrägen Verkleidungen integriert. Gesteuert wird das Waffensystem über ein entweder schon bestehendes Feuerleitsystem oder als autonomes Komplettsystem vollautomatisch. Im 3200 kg schweren Gefechtsturm können 200 bis 252 Schuss Munition untergebracht werden. Damit können maximal acht anfliegende Raketen bekämpft werden. Die Munition wird der Waffe ohne Gurt und ohne Magazin zugeführt. Dadurch kann einfach nachmunitioniert werden und verschiedene Munitionsarten können leicht gemischt werden. Neben der regulären Munitionsdotation im Magazin befindet sich in der Plattformstruktur, auf der das Geschütz montiert ist, Platz für eine weitere komplette Munitionsdotation.
Durch die hohe Mündungsgeschwindigkeit von 1050 m/s und das größere Kaliber in Verbindung mit der AHEAD-Munition ist das GDM-008 in der Lage, Anti-Radar-Raketen in Entfernungen über 1200 m, Marschflugkörper über 2000 m und Kampfflugzeuge oder Kampfhubschrauber über 3500 m zu bekämpfen. Es ist damit als einziges Mittelkalibergeschütz in der Lage, anfliegende Flugkörper wirksam über 1000 m zu bekämpfen. Vergleichbare Systeme bekämpfen Flugkörper laut Rheinmetall effektiv nur bei rund 500 m.
Der Geschützturm war auch einer der Bestandteile des US-amerikanischen Experimentalschiffes SLICE, das in Zusammenarbeit mit Lockheed Martin im Rahmen des US Fleet Battle Experiment – Julliet von Juli bis August 2002 lief. Als Ergebnis dieses Tests wurde die leichte Implementierung des Waffensystems in bestehende Systeme positiv angeführt. Es war außerdem als einziges System in der Lage, das simulierte Periskop eines getauchten U-Boots zu erkennen, aufzuschalten und mit AHEAD-Munition zu bekämpfen.
Im November 2004 entschied sich Dänemark für das GDM-008-Waffensystem für ihre Einsatzversorgungsschiffe der Absalon-Klasse, wobei je ein Geschütz am Bug und am Heck montiert wird. Darüber hinaus haben sich sieben weitere NATO-Staaten für das Millennium-Waffensystem entschieden. Eine abgespeckte Version des Millennium-Geschützes wird auf den Patrouillenbooten vom Typ BVL der Marine von Venezuela eingesetzt.

### Skyshield/Skyranger
Das Skyshield 35 (GDF-007) ist ein modulares Flugabwehrwaffensystem für kurze Distanzen. Entwickelt wurde es vom schweizerischen Unternehmen Oerlikon Contraves, Teil des deutschen Rüstungskonzerns Rheinmetall.
Das Flugabwehrwaffensystem beinhaltet ein Feuerleitgerät und bis zu vier Feuereinheiten. Das Feuerleitgerät wiederum besteht aus einem Sensormodul mit zwei voneinander unabhängigen 3D-Zielverfolgungssystemen (Radar im X-Band und optronisch) sowie dem Kommandoposten mit Stromversorgung und Steuereinheit. Der Kommandoposten kann dabei bis zu 500 m vom Sensormodul entfernt aufgestellt werden. Die Feuereinheiten bestehen in der Regel aus zwei 35/1000-Revolverkanonen und zwei Werfern mit Boden-Luft-Raketen mit kurzer Reichweite, die in das System eingegliedert werden.
Skyshield kann als autonomes Flugabwehrwaffensystem für kurze Reichweiten gegen tieffliegende Flugzeuge und Hubschrauber sowie gegen ballistische Flugkörper wie Raketen, Artilleriegeschosse und Mörsergranaten (RAM) eingesetzt werden. Die Wirksamkeit beruht auch hier auf der Möglichkeit der Verwendung der AHEAD-Munition. Das Skyshield bildet auch die Basis für das Nächstbereichschutzsystem MANTIS, das von der Bundeswehr zum Schutz von Feldlagern beschafft wurde.
Das Waffensystem kann mit einem Lastkraftwagen oder Hubschrauber an das zu schützende Objekt transportiert und aufgebaut werden und kann dort völlig autonom agieren. Weiterhin kann Skyshield auch mit anderen Waffensystemen vernetzt werden. Es wurde in das vollmobile Skyranger-System aus Rad- bzw. Kettenfahrzeugen weiterentwickelt.

## Verbreitung
- Dänemark – GDM-008 Millennium auf den Fregatten der Absalon-Klasse und Iver-Huitfeldt-Klasse.
- Deutschland – 12 MANTIS-Feuereinheiten.[8]
- Finnland – GDM-008 Millennium auf den Korvetten der Pohjanmaa-Klasse.
- Indonesien – 7 Skyshield-Feuereinheiten und GDM-008 Millennium auf den Fregatten der Martadinata-Klasse.[8]
- Spanien – 24 Skyshield-Feuereinheiten.[8]
- Venezuela – GDM-008 Millennium auf den Patrouillenbooten der Guaiquerí und Guaicamacuto-Klasse.
- Vereinigte Staaten – GDM-008 Millennium auf dem Versuchsschiff Sea Slice.